# 무쌍 (비디오 게임 시리즈)
무쌍 시리즈는 일본의 게임 회사인 코에이가 발매한 액션 게임 작품군이다. 시리즈에 포함되는 작품의 제목에 거의 모두 '무쌍'(일본어: 無双 무소[*])이라는 단어가 들어 있기 때문에 무쌍 시리즈라고 불린다.
시리즈 첫 번째 작품은〈삼국무쌍〉이지만 사실상으로 첫 번째 작품은 그 다음 작품인 〈진·삼국무쌍 1〉이며, 이 작품의 기본적인 게임 시스템이 이후의 작품에 계속 이어지고 있다.

## 게임 시스템
1대1의 형식의 대전형 격투 게임인 〈삼국무쌍〉을 제외하고는 전부 많은 수의 적과 싸우는 3인칭 시점의 액션 게임이다. 플레이어가 직접 유명 무장이 돼서 많은 적을 쓰러뜨릴 때의 상쾌함이 이 시리즈의 최대의 매력이다. 또한 액션 게임으로서는 조작 방법이 비교적 간단하기 때문에 유저층이 넓다는 것이 특징이다.
적과의 전투에서는 적을 공격해 체력을 0으로 만들면 격파한 것이 된다. 반대로 적으로부터 공격을 받으면 체력이 줄어들어, 플레이어의 체력이 0이 되면 게임 오버가 된다.

## 시리즈 목록
무쌍 시리즈는 아래의 몇가지의 하위 게임 시리즈와 일부 작품으로 나뉜다.
아래의 목록은 대한민국에서 정식 발매한 작품만 다루며, 작품옆의 년도는 대한민국 발매 연도이다.

### 진·삼국무쌍 시리즈
중국 삼국 시대를 바탕으로 쓰여진 역사서 《삼국지》와 나관중의 《삼국지연의》를 바탕으로 만들어진 무쌍시리즈의 기둥 시리즈이다. 위, 촉, 오의 세나라와 그 주변 세력의 이야기로 진행된다.
비디오 게임기
- 진·삼국무쌍 (2002) - PS2
- 진·삼국무쌍2 (2002) - PS2
  - 진·삼국무쌍2 맹장전 (2002) - PS2
- 진·삼국무쌍3 (2003) - PS2
  - 진·삼국무쌍3 맹장전 (2003) - PS2
  - 진·삼국무쌍3 Empires (2004) - PS2
- 진·삼국무쌍4 (2005) - PS2
  - 진·삼국무쌍4 맹장전 (2005) - PS2
  - 진·삼국무쌍4 Empires (2006) - PS2, 엑스박스 360
  - 진·삼국무쌍4 Special (2006) - 엑스박스 360
- 진·삼국무쌍5 (2008) - PS3, 엑스박스 360
  - 진·삼국무쌍5 Special (2008) - PS2
  - 진·삼국무쌍5 Empires (2009) - PS3, 엑스박스 360
- 진·삼국무쌍6 (2011) - PS3, 엑스박스 360
  - 진·삼국무쌍6 맹장전 (2011) - PS3
  - 진·삼국무쌍6 Empires (2012) - PS3
- 진·삼국무쌍7 (2013) - PS3, 엑스박스 360

휴대용 게임기
- 진·삼국무쌍 (2005) - PSP
- 진·삼국무쌍 2nd Evolution (2006) - PSP
- 진·삼국무쌍DS 파이터즈 배틀 (2007) - 닌텐도 DS
- 진·삼국무쌍7 (2013)

Windows
- 진·삼국무쌍3 Hyper (2005) - 윈도우 2000/XP
- 진·삼국무쌍5 (2008) - 윈도우 XP
- 진·삼국무쌍 온라인 (2008) - 윈도우 2000/XP
- 진·삼국무쌍6 with 맹장전 (2012) - 윈도우 XP/윈도우 비스타/윈도우 7
- 진·삼국무쌍7 (2013)

### 전국무쌍 시리즈
일본 역사의 센고쿠 시대(전국시대)를 배경으로 만들어진 시리즈이다. 오다 노부나가, 도요토미 히데요시, 도쿠가와 이에야스 등, 센고쿠 시대 유명 무장들이 등장한다.
비디오 게임기
- 전국무쌍 (2004) - PS2, 엑스박스
- 전국무쌍2 (2006) - PS2, PS3, 엑스박스 360
  - 전국무쌍2 Empires (2006) - PS2, PS3, 엑스박스 360
  - 전국무쌍2 맹장전 (2007) - PS2, PS3, 엑스박스 360
- 전국무쌍3z(맹장전) (2011) - PS3

### 무쌍오로치 시리즈
진·삼국무쌍 + 전국무쌍의 작품이라고 말할 수 있다. 오로치의 계략때문에 삼국 시대 무장들과 전국시대 무장들이 한 시대에 모이게 되어 싸우게 된다는 스토리이다.최근에는 닌자 가이덴과 트로이무쌍등이 참여했다.
비디오 게임기
- 무쌍오로치 (2007) - PS2, 엑스박스 360
  - 무쌍오로치 마왕재림 (2008) - PS2, 엑스박스 360
- 무쌍오로치Z (2009) - PS3
- 무쌍오로치2 (2012) - PS3

휴대용 게임기
- 무쌍오로치 (2008) - PSP
- 무쌍오로치 마왕재림 플러스 (2009) - PSP
- 무쌍오로치2 스페셜 (2012) - PSP
- 무쌍오로치2 Hyper (2012) - WII U

### 건담무쌍 시리즈
이전 무쌍 시리즈의 게임 시스템에 건담 시리즈 캐릭터와 스토리를 넣은 것이다. 전체적인 스토리도 건담 스토리를 기본으로 전개된다.
비디오 게임기
- 건담무쌍 (2007) - PS3, 엑스박스 360
- 건담무쌍2 (2008) - PS3, 엑스박스 360
- 건담무쌍3 (2010) - PS3, 엑스박스 360
- 진·건담무쌍(2013) - PS3, PS-VITA

### 기타
- 블레이드스톰 : 백년전쟁(2007) - PS3, 엑스박스 360

'무쌍'이라는 이름이 들어가 있지 않고, 역사적인 배경도 백년 전쟁(영불전쟁)을 모티브로 하고 있으나 코에이가 만들었고 전체적인 게임 시스템이 무쌍 시리즈와 비슷해서 시리즈 내에 포함하기도 한다.
- 막말무쌍(幕末無双)

2015년 1월 기준으로, 막말무쌍은 박앵귀 막말무쌍록이라는 이름으로 나온 여성향게임인것으로 알고있다
- 북두무쌍

일본의 만화 북두의 권(북두신권)을 배경으로 하는 게임이다. 자세한 정보는 알려지지 않았다.
- 젤다무쌍 하이랄의 전설들 - Wii u, 닌텐도 3DS, 닌텐도 스위치로 플레이 가능하다.

2016년 닌텐도의 프랜차이즈 젤다의 전설과 콜라보한 작품이다.
- 파이어엠블런무쌍

2017년 젤다무쌍 하이랄의 전설들을 이어 파이어 엠블런을 콜라보한 작품이다. 닌텐도 3DS와 닌텐도 스위치로 발매되었다.

## 같이 보기
- 코에이
- 삼국지 시리즈